# Kim Rhode
Kimberly Susan Rhode, coneguda com a Kim Rhode, (Whittier, Estats Units 1979) és una tiradora estatunidenca, guanyadora de cinc medalles olímpiques.

## Biografia
Va néixier el 16 de juliol de 1979 a la ciutat de Whittier, població situada a l'estat de Califòrnia.

## Carrera esportiva
Especialista en les modalitats de doble fossa olímpica i skeet, va participar als 17 anys en els Jocs Olímpics d'Estiu de 1996 realitzats a Atlanta (Estats Units), on va aconseguir guanyar la medalla d'or en la modalitat de doble fossa olímpica, esdevenint la tiradora més jove en aconseguir una medalla al llarg de la història dels Jocs.
En els Jocs Olímpics d'Estiu de 2000 realitzats a Sydney (Austràlia) va aconseguir guanyar la medalla de bronze en la doble fossa olímpica, i fou setena en la prova de skeet, guanyant així un diploma olímpic. En els Jocs Olímpics d'Estiu de 2004 realitzats a Atenes (Grècia) tornà a aconseguir el títol olímpic en la doble fossa olímpica, sent l'única tiradora en repetir títol olímpic en aquesta modalitat (aquell mateix any deixà de disputar-se la competició olímpica), i finalitzà cinquena en skeet. En els Jocs Olímpics d'Estiu de 2008 realitzats a Pequín (Xina), on va aconseguir guanyar la medalla de plata en la competició de skeet i finalitzà novena en la prova de fossa olímpica. En els Jocs Olímpics d'Estiu de 2012 celebrats a Londres (Regne Unit) participà únicament en la prova de skeet, on aconseguir guanyar la medalla d'or.
Al llarg de la seva carrera ha guanyat un títol del Campionat del Món de tir olímpic i tres medalles dels Jocs Panamericans.